# دانشگاه ملی چیلسیتو
دانشگاه ملی چیلسیتو (اسپانیایی: Universidad Nacional de Chilecito‎) یک دانشگاه ملی آرژانتین واقع در شهر چیلسیتو، لا ریوخا است. در این دانشگاه، قانون، مهندسی، مجوز، فناوری و آموزش را حفظ کردند.